# Centrale thermique d'Altbach
La centrale thermique d'Altbach est une centrale thermique du Bade-Wurtemberg en Allemagne.